# Pogonatum nudicaule
Pogonatum nudicaule là một loài Rêu trong họ Polytrichaceae. Loài này được (C.H. Wright) Paris miêu tả khoa học đầu tiên năm 1898.